# 休場
休場（きゅうじょう）
1. 株式市場などの取り引き休止日のこと
2. 大相撲における力士等の欠場（負傷など）のこと。本項で詳述。
3. 将棋における棋士の欠場のこと。本項で詳述。
4. 劇場、競技場などの場が付く施設において興行や公演を休止すること。大相撲以外ではあまり用いられず、休館や休演などで代用されることが多い。

## 大相撲における休場
本場所の途中等で休場が生じた場合、休場当該力士は不戦敗として1敗が記録され、対戦相手の力士は不戦勝として1勝が記録される。ただし、横綱が不戦敗による休場となった場合は、対戦予定だった前頭の力士が不戦勝となっても金星扱いとはならない。休場当該力士はその翌日以降、再出場するまで割が組まれず、星取表に「や」と記録される。
かつては、既に取組が発表されたあとで、一方の力士が休場した場合には、単に星取表に「や」がつくだけで、相手方にも「や」がつき、勝敗には算入しなかった。しかし、個人の成績を重んじる優勝制度が導入されるにあたって、自分に責任のない相手の休場で勝ち星をあげる機会が失われることは不公平であるという意見も出始めた。
1914年5月場所では、初日から連勝していた太刀山の6日目の対戦相手小常陸が休場、このために同じく勝ちっぱなしの両國勇治郎に1勝差をつけられた太刀山は、弟弟子の寒玉子を両國と対戦する8日目に休ませるという対抗手段に訴えた（その後、太刀山は2代朝潮との相撲が預りになって8勝1預1休、両國が9勝1休で優勝）。
1926年10月の東京と大阪の相撲協会の合同に伴う実力認定の合併相撲から不戦勝の制度が導入されることになった。しかし、最初は制度への認識も薄く、また場所終盤のみの適用であったこともあって、1928年1月場所に優勝をめぐって騒動もおきた。
また、現代では休場は基本的に（公傷等でない限り）負けとみなして番付が編成されるが、これは戦後から定着している。それまでは、全休の場合は番付を下げるが、途中休場の場合は、出場したときの勝敗で番付の昇降を行った。また、公傷制度が存在していた頃は、公傷が認定された翌場所は全休しても番付は下がらないという扱いもあった。皆勤しての全敗（あるいは途中出場または途中休場し、出場した取組では全敗した場合）と全休とでは、後者を下に扱う傾向もあり、特に序ノ口力士の場合、全休すると翌場所は番付外に降格してしまうため、これを避ける目的で怪我や病気が完治しないまま、一番（13日目から千秋楽）だけ出場することも多く見られる。
また、全休した場所は、退職金の計算などでは場所数に数えないことになっている。さらに、退職金の算定基準には、「全勤した最高位」という但し書きが存在する。そのため、新三役（新関脇）の場所で途中休場した後、三役に一度も返り咲くことがないまま引退した追風海の場合は、退職金の算定基準が「最高位が前頭の力士」と同様の扱いになっている。
2012年11月場所9日目、幕内で前頭5枚目碧山、十両で琴禮、千代鳳、竜電と4人が途中休場となったが、一日の取組で十両以上4人の休場は一場所15日制（1949年）以降では最多。
また2013年11月場所で、佐渡ヶ嶽部屋の大関琴奨菊（3日目より休場）、同琴欧洲（4日目）、前頭10枚目琴勇輝（7日目）と、同部屋の幕内力士3人が休場したが、これは1946年11月（秋）場所の横綱照國（6日目）、小結備州山（7日目）、前頭3枚目若瀬川（10日目）の伊勢ヶ濱部屋の幕内力士3人の休場以来67年ぶりの事態であった。
後年の時代では休場は怪我や病気を診断書で証明しない限り休場は原則認められないが、明治時代には陸軍の志願兵として従軍するという理由で年月換算で1年半となる3場所(当時年2場所制であった)を休場した大砲万右エ門など、海外への相撲の紹介という理由で1場所休場した常陸山谷右エ門など、横綱ですら現在では考えられないような事例があった。
なお、年寄、行司、呼出の欠場にも休場の語を用いる。

## 将棋における休場
将棋界では、病気などの理由で対局不能の状態が長期にわたる際に、本人の届出により休場の扱いとなる。
年度当初からの休場の場合、順位戦は不戦敗にならず、翌年度は同じクラスで張出となる。2年連続で全休した場合、A級・B級1組では降級、B級2組以下では降級点が1個つく。升田幸三の晩年は休場が多く、結局A級のまま引退したが、当時はまだ2年連続休場で陥落の規定はなかった。
休場の理由は病気によるものがほとんどであるが、飯田弘之のように「対局以外の仕事（コンピューター将棋ソフトの開発等）に専念するため」という珍しいものもある。また、村山聖・真部一男・中田宏樹のように、病気が重くなって休場届を出し、そのまま現役中に死去した例もある。
女流棋士の場合、妊娠・出産による休場の他、実績が低い者の中には将棋の対局料による収入だけで生活できない場合もあり、過去には女流2級であった坂東香菜子が「就職先の仕事の関係上、対局日に休めそうにないから」という理由で大学を卒業した2008年度の休場を届出た例もある。なお坂東は同年度以降6年間休場を続け、復帰する事なく2014年3月31日付で引退した。
その他、女流棋士に対しては理由を公にしない長期休場も容認されており早水千紗は2014年5月以降、山田朱未は2020年4月以降、それぞれ「一身上の都合により」休場を届け出て以降、一度も公式戦に出場していないが、両者ともに引退届は提出されておらず、2025年4月現在も登録上は現役女流棋士とされている。